# Hanriot HD.2
L'Hanriot HD.2 fu un idrocaccia a scarponi monomotore, monoposto e biplano, sviluppato dall'azienda aeronautica francese Société Anonyme des Appareils d'Aviation Hanriot negli anni dieci del XX secolo.
Derivato dal precedente Hanriot HD.1, venne realizzato per sostituire il britannico Sopwith Baby in servizio nella Marine nationale, la marina militare francese, durante le fasi finali della prima guerra mondiale.
Adottato dalla marina da guerra francese e da quella statunitense, la United States Navy, rimase in servizio anche dopo il termine del conflitto.
Dal modello vennero ricavate alcune varianti dotate di diversa motorizzazione, tuttavia nessuna avviata alla produzione in serie.

## Storia del progetto
Nell'ambito della continua necessità di aggiornamento delle potenzialità operative dei mezzi aerei coinvolti durante lo svolgersi del primo conflitto mondiale, la Hanriot decise di sviluppare un nuovo modello di idrovolante da caccia che garantisse migliori prestazioni dei Sopwith Baby già in servizio e che nel combattimento aereo risultavano superati dai pari ruolo avversari.
A tale scopo l'ufficio tecnico dell'azienda francese decise di intervenire sul progetto del precedente HD.1 sostituendo semplicemente il carrello di atterraggio con due corti galleggianti anteriori integrati da un terzo posto sotto la coda. In questa configurazione venne portato in volo come prototipo nel corso del 1917, tuttavia dopo le prime prove si ritenne necessario realizzarne un secondo, modificato nell'apparato di galleggiamento, che abbandonava la precedente soluzione per due soli lunghi galleggianti anteriori, e nell'impennaggio, che adottava un elemento verticale dalle maggiori dimensioni, soluzione che ne migliorava la stabilità nel volo.
Le prove espressero che quest'ultimo possedeva migliori caratteristiche generali da cui la scelta, integrando accessori che ne avrebbero permesso l'utilizzo anche come caccia di scorta, di avviarne la produzione in serie.

## Impiego operativo
Il modello iniziò ad essere consegnato ai reparti della Marine nationale, tra cui la base navale di Dunkerque, dal gennaio 1918; i velivoli vennero utilizzati, oltre che nell'intercettazione, anche per scortare i lenti idrovolanti da ricognizione. L'armamento adottato, costituito da una coppia di mitragliatrici Vickers, si rivelò efficace contro gli aerei nemici, attirando l'attenzione del personale della United States Navy, la marina statunitense, di stanza in Francia. L'interessamento si concretizzò in un ordine di fornitura per dieci unità emesso nel 1918. Gli esemplari consegnati a Langley Field vennero tuttavia convertiti in versione terrestre, identificati con la designazione HD.2C.
Al 4 novembre 1918 la 261ª Squadriglia della Regia Marina italiana ne aveva un esemplare.

## Utilizzatori
Francia
- Aviation maritime
- Aéronautique navale

 Stati Uniti
- United States Navy

### Pubblicazioni
- Hanriot HD.2, in Aerei da guerra, Ginevra - Novara, Edito Service S.A. - Istituto Geografico De Agostini, 1993.